# Конуш (Хасковская область)
Конуш (болг. Конуш) — село в Болгарии. Находится в Хасковской области, входит в общину Хасково. Население составляет 786 человек.

## Политическая ситуация
В местном кметстве Конуш, в состав которого входит Конуш, должность кмета (старосты) исполняет Мария Добрева Митева (коалиция в составе 3 партий: Земледельческий союз Александра Стамболийского (ЗСАС), Движение за социальный гуманизм (ДСХ), Болгарская социалистическая партия (БСП)) по результатам выборов правления кметства.
Кмет (мэр) общины Хасково — Георги Иванов Иванов (коалиция партий: партия «Родина», демократический союз «Радикалы») по результатам выборов в правление общины.